# Harrison Schmitt

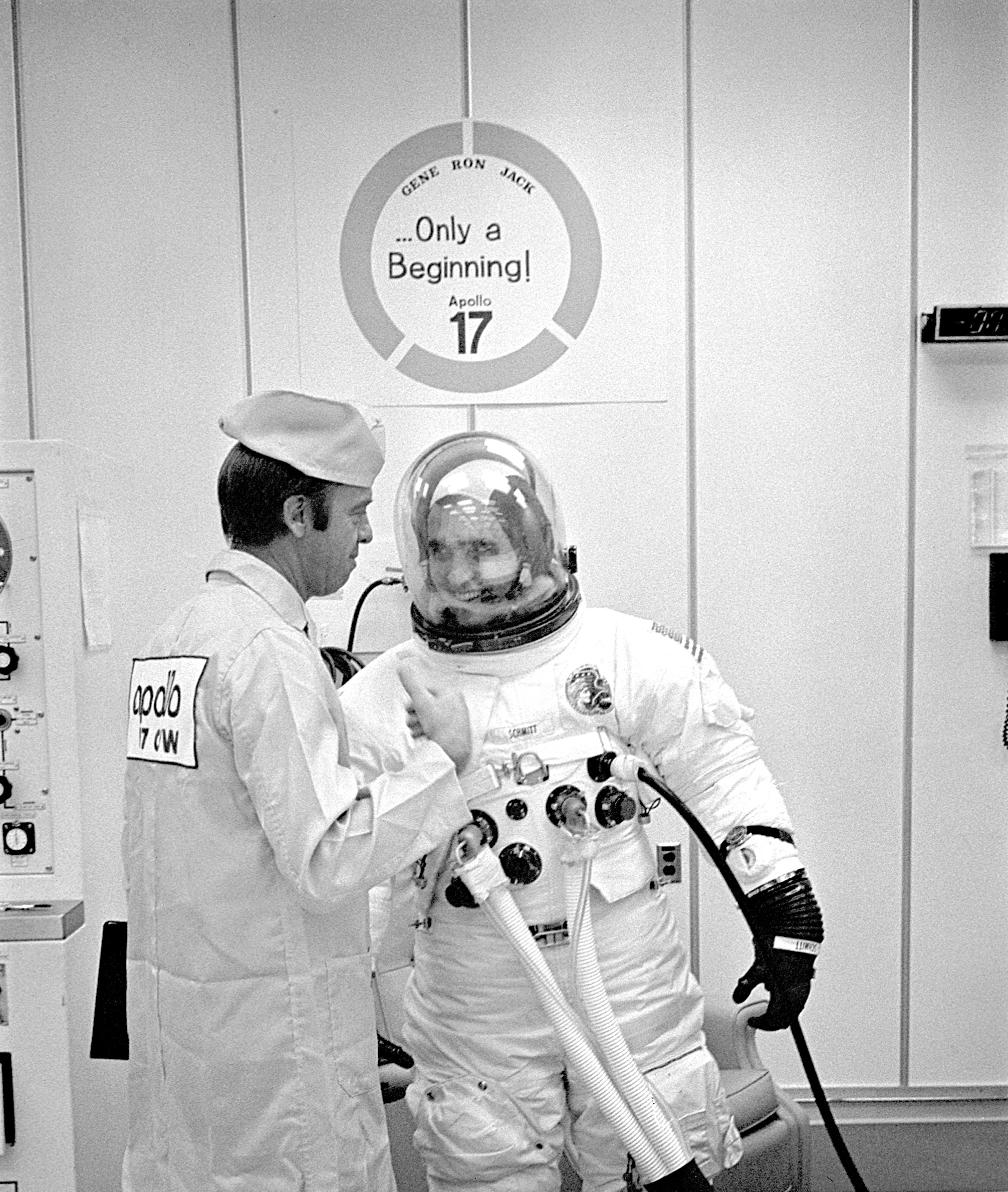
Harrison Schmitt w rozmowie z Alanem Shepardem przed startem do lotu
Apollo 17

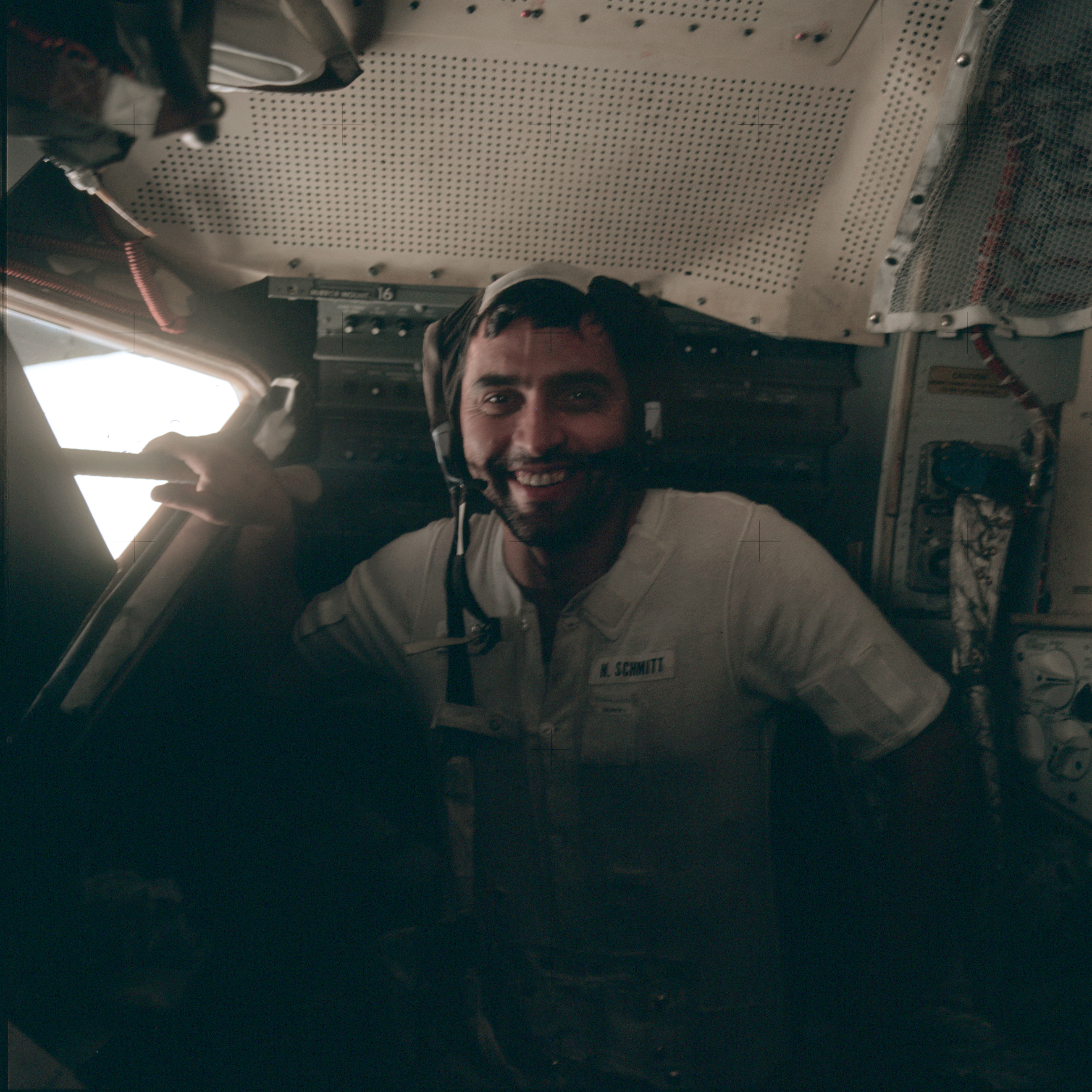
Harrison Schmitt na pokładzie modułu księżycowego

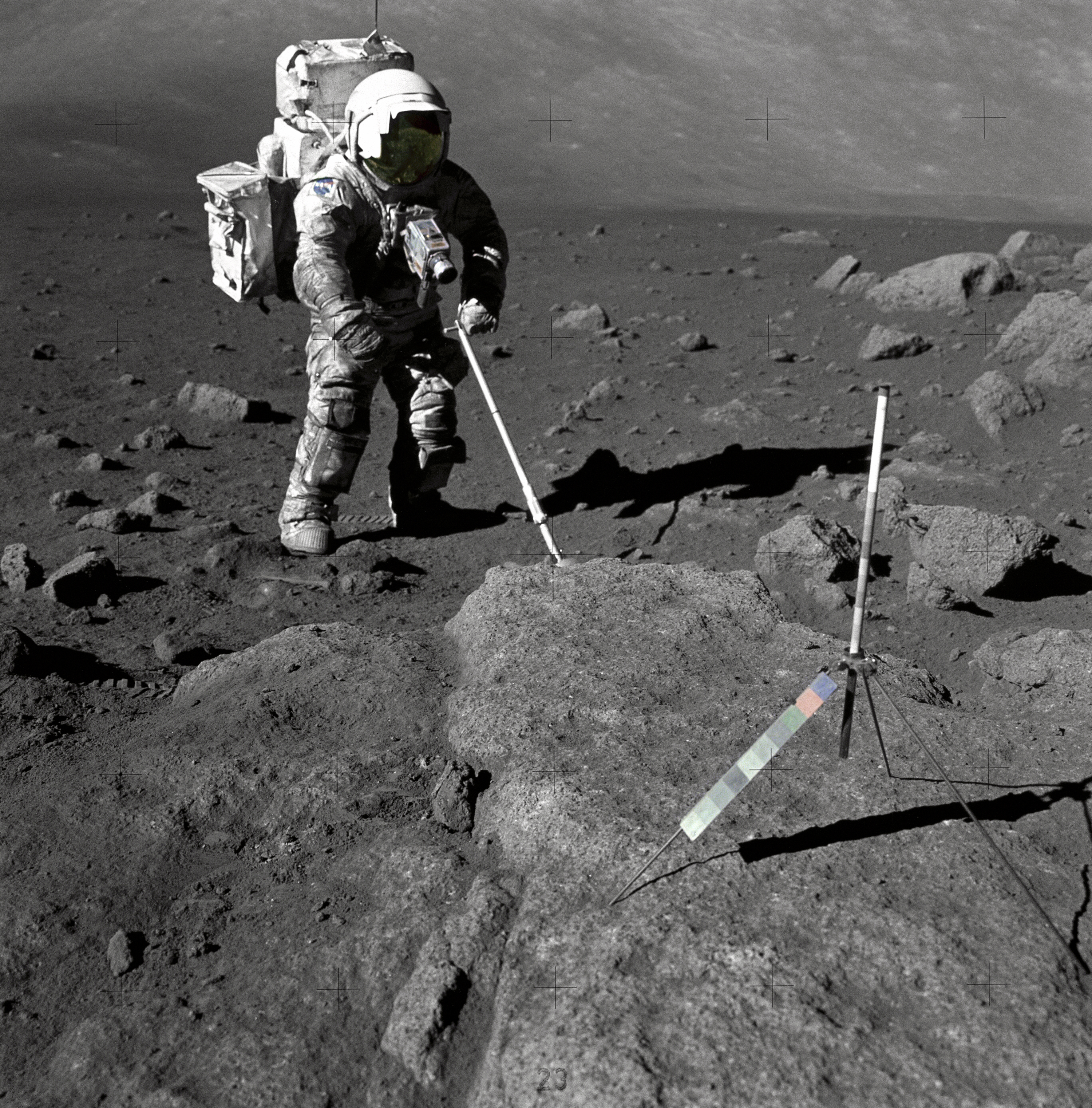
Harrison Schmitt pobiera próbki skał księżycowych

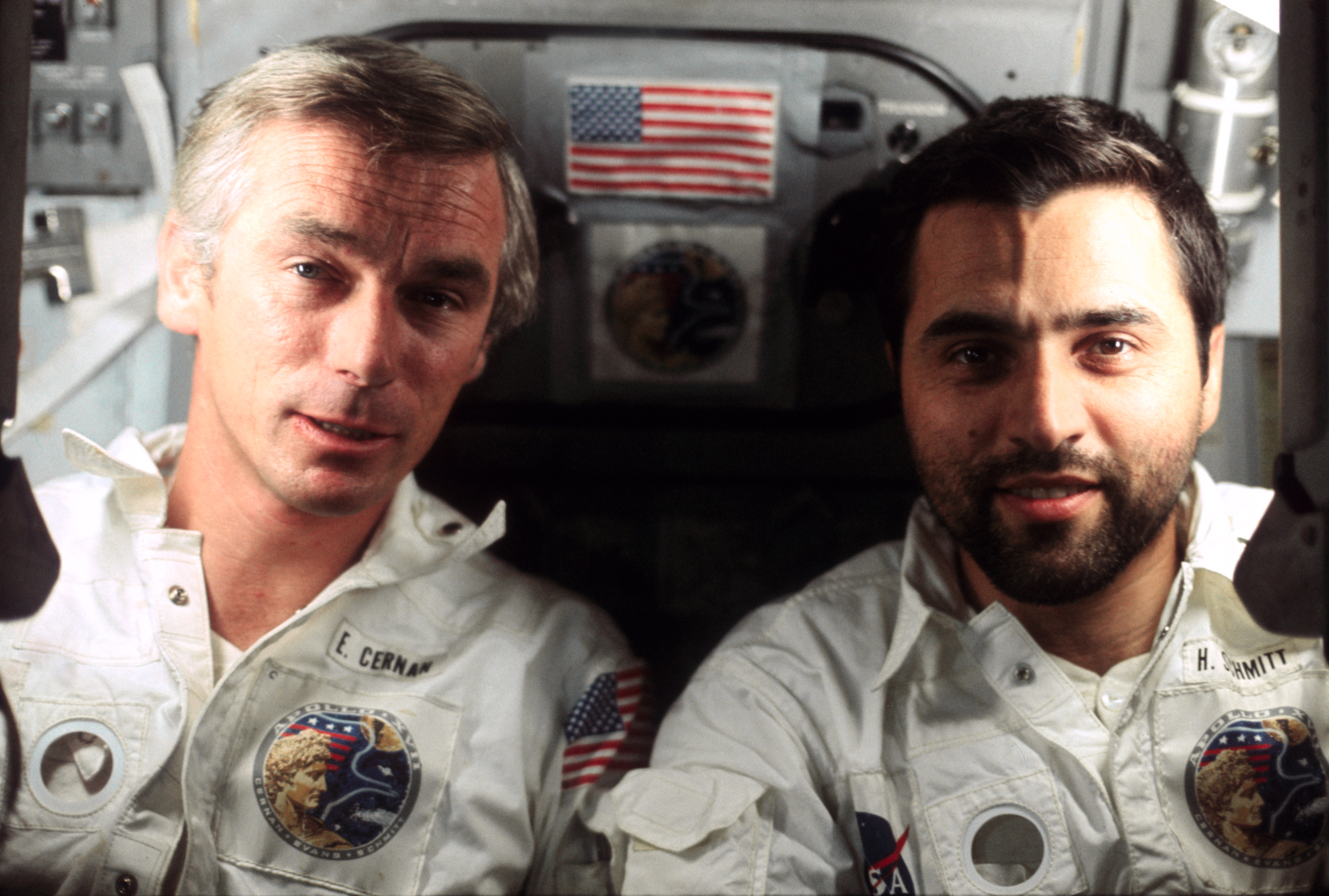
Eugene Cernan i Harrison Schmitt na pokładzie statku Apollo 17 po zakończonej wyprawie na Księżyc

Harrison Hagan „Jack” Schmitt (ur. 3 lipca 1935 w Santa Rita) – amerykański geolog, astronauta, senator w latach 1977–1983. Dwunasty i ostatni człowiek oraz jedyny cywil, który stanął na powierzchni Księżyca (11 grudnia 1972). Schmitt jest przedostatnim astronautą, który chodził po powierzchni Srebrnego Globu; stan na sierpień 2025.

## Wykształcenie
W Silver City w Nowym Meksyku ukończył Western High School.
- 1957: został absolwentem California Institute of Technology i uzyskał licencjat z zakresu nauk ścisłych
- 1957–1958: studiował geologię na Uniwersytecie w Oslo (Universitetet i Oslo). W tym samym czasie równolegle pracował w norweskiej placówce rządowej ds. badań geologicznych
- 1964: otrzymał doktorat z zakresu geologii na Uniwersytecie Harvarda. Po obronie pracy doktorskiej pracował w United States Geological Survey
- od 1964: brał udział w tworzeniu mapy powierzchni Księżyca, pracując w Geological Survey's Astrogeology Center z siedzibą w Flagstaff w Arizonie

## Kariera astronauty
- 29 czerwca 1965: dostał się do czwartej grupy astronautów NASA (NASA 4(inne języki)). W jej skład weszło sześciu naukowców
- 29 lipca 1965: rozpoczął szkolenie lotnicze na samolocie T-38 w bazie lotniczej Williams w Arizonie. Szkolenie zakończył w 1966, otrzymując uprawnienia do pilotowania samolotów odrzutowych. W sumie jako pilot wylatał ponad 2100 godzin, z czego 1600 na samolotach z napędem odrzutowym
- pracując w NASA, zajmował się m.in. wyborem miejsc dla załogowych wypraw księżycowych, przygotowywaniem map Księżyca oraz analizą wyników załogowych misji księżycowych
- 1969: podczas historycznego lotu statku kosmicznego Apollo 11 był jednym z operatorów łączności (CapCom) w ośrodku kierowania lotem w Houston. Został członkiem załogi rezerwowej statku Apollo 15 (jako pilot modułu księżycowego) oraz w tym samym charakterze wszedł w skład załogi podstawowej lotu Apollo 18.
- wrzesień 1970: wyprawa Apollo 18 zostaje skreślona z programu załogowych lotów księżycowych
- 1971: w czasie misji statku kosmicznego Apollo 15 ponownie był jednym z operatorów łączności (CapCom) w ośrodku kierowania lotem w Houston
- sierpień 1971: zostaje włączony w skład załogi podstawowej przewidzianej do ostatniej załogowej misji księżycowej – Apollo 17. Zastąpił w niej astronautę Joe Engle’a
- 7–19 grudnia 1972: wziął udział w locie statku kosmicznego Apollo 17
- po zakończeniu programu księżycowego pełnił w NASA różne funkcje. Był m.in. szefem grupy astronautów-naukowców oraz doradcą administratora NASA ds. programu energetycznego
- sierpień 1975: opuścił korpus astronautów NASA

### Apollo 17
7 grudnia 1972 wystartował do ostatniej misji księżycowej w ramach programu Apollo na pokładzie statku kosmicznego Apollo 17. Dowódcą misji był Eugene Cernan, pilotem modułu dowodzenia „America” – Ronald Evans, a Schmitt – pilotem modułu księżycowego „Challenger”. 10 grudnia astronauci osiągnęli orbitę Księżyca. Dzień później, 11 grudnia Schmitt i Cernan wylądowali w rejonie gór Taurus i krateru Littrow.
Schmitt jako geolog z wykształcenia znalazł się w składzie podstawowej załogi Apollo 17 ze względu na fakt rezygnacji z powodów finansowych kolejnych misji księżycowych, w tym lotu Apollo 18, w którym pierwotnie miał brać udział. Wyprawa Apollo 17 stanowiła dla NASA ostatnią szansę, żeby na Księżycu znalazł się naukowiec.
Cernan i Schmitt trzykrotnie wychodzili na powierzchnię Księżyca. Wszystkie wyjścia trwały w sumie ponad 22 godziny. Do poruszania się używali pojazdu księżycowego LRV. Na Ziemię zabrali około 110,52 kg próbek skał księżycowych. 14 grudnia astronauci powrócili na pokład modułu dowodzenia, w którym przez trzy dni czekał na nich Ronald Evans.
19 grudnia 1972 kapsuła statku Apollo 17 wodowała na Oceanie Spokojnym. Następnie astronautów przyjął na pokład okręt ratowniczy – lotniskowiec USS „Ticonderoga”.

## Po opuszczeniu NASA
- listopad 1976: zostaje senatorem republikańskim ze stanu Nowy Meksyk.
- styczeń 1977 – styczeń 1983: kadencja senatorska, przez ostatnie dwa lata pracował w podkomitecie ds. nauki, technologii i przestrzeni kosmicznej (Science, Technology and Space Subcommittee)
- 1982: ponownie startował w wyborach do senatu, ale uległ kontrkandydatowi z Partii Demokratycznej; po zakończeniu kariery politycznej zajął się doradztwem w zakresie biznesu, geologii i badań kosmicznych
- 1994: został profesorem Wydziału Budowy Maszyn na Uniwersytecie Wisconsin w Madison

Obecnie mieszka w Silver City w Nowym Meksyku. 
W 2015 roku gościł w Polsce jako juror i gość specjalny międzynarodowych zawodów robotycznych European Rover Challenge.

## Działalność akademicka
Schmitt jest autorem licznych książek, artykułów i wykładów zarówno z dziedziny geologii, jak również dotyczących jego pracy na powierzchni Księżyca podczas misji Apollo 17. Często prowadzi wykłady w różnych uniwersytetach i centrach naukowych Stanów Zjednoczonych.
Jest sceptykiem globalnego ocieplenia. W listopadzie 2008 w liście, w którym ogłosił rezygnację z członkostwa w The Planetary Society skrytykował opinię stowarzyszenia na temat zmian klimatu. Stwierdził, iż „śmieszne jest mówienie o 'konsensusie', że człowiek spowodował globalne ocieplenie, kiedy ludzkie doświadczenie, dane geologiczne i historia, i obecne ochłodzenie przemawiają inaczej”.

## Odznaczenia i nagrody

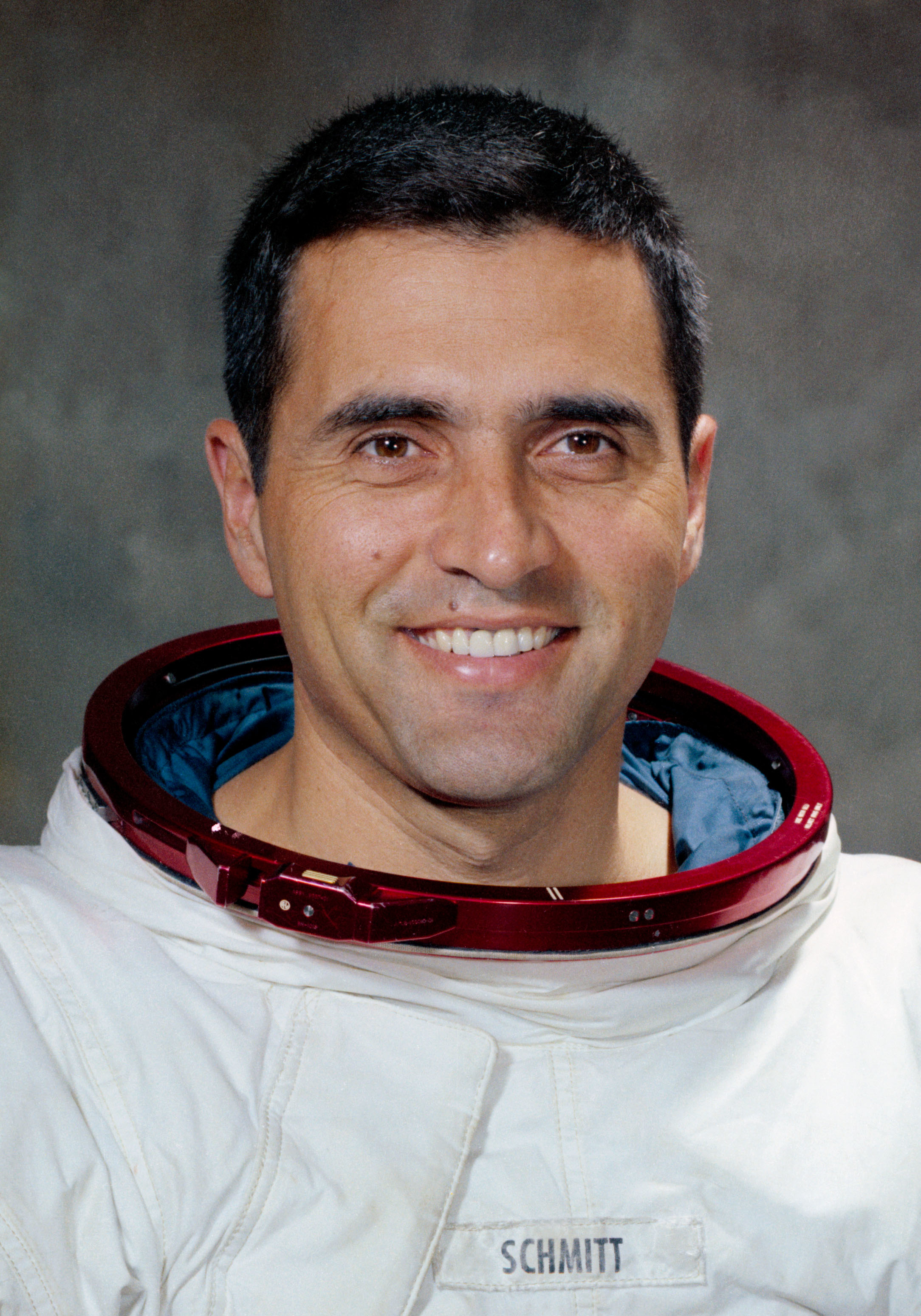
Harrison H. Schmitt (aut. NASA)

- 1970: Johnson Space Center Superior Achievement Award
- 1973: NASA Distinguished Service Medal
- 1973: Order Narodowy Lwa (Senegal)
- 1973: Członek honorowy Geological Society of America
- 1973: Honorowy doktorat z inżynierii Colorado School of Mines
- 1975: Honorowy doktorat Rensselaer Polytechnic Institute(inne języki)
- 1982: NASA Distinguished Public Service Medal
- 1982: Honorowy doktorat z astronautyki Salem College
- 2021: Universal Astronaut Insignia za lot orbitalny (nr 59) – Stowarzyszenie Uczestników Lotów Kosmicznych (Association of Space Explorers(inne języki))[3]

## Dane lotu
| Lot kosmiczny, w którym uczestniczył Harrison H. Schmitt                | Lot kosmiczny, w którym uczestniczył Harrison H. Schmitt | Lot kosmiczny, w którym uczestniczył Harrison H. Schmitt | Lot kosmiczny, w którym uczestniczył Harrison H. Schmitt | Lot kosmiczny, w którym uczestniczył Harrison H. Schmitt | Lot kosmiczny, w którym uczestniczył Harrison H. Schmitt |
| Data startu                                                             | Data lądowania                                           | Statek kosmiczny                                         | Funkcja                                                  | Czas trwania                                             |                                                          |
| ----------------------------------------------------------------------- | -------------------------------------------------------- | -------------------------------------------------------- | -------------------------------------------------------- | -------------------------------------------------------- | -------------------------------------------------------- |
| 7 grudnia 1972                                                          | 19 grudnia 1972                                          | Apollo 17                                                | Pilot modułu księżycowego                                | 12 dni 13 godz. 51 min i 59 sek.                         |                                                          |
| Łączny czas spędzony w kosmosie – 12 dni 13 godzin 51 minut i 59 sekund |                                                          |                                                          |                                                          |                                                          |                                                          |